# Polygordius
Genre
Synonymes
- Linotrypane McIntosh, 1875[2]

Polygodius est un genre de vers marins polychètes de la famille des Polygordiidae.

## Liste d'espèces
Selon World Register of Marine Species (6 janvier 2019) :
- Polygordius antarcticus Rota & Carchini, 1999
- Polygordius appendiculatus Fraipont, 1887
- Polygordius epitocus Dawydoff, 1905
- Polygordius erythrophthalmus (Giard, 1880)
- Polygordius eschaturus Marcus, 1948
- Polygordius ijimai Izuka, 1903
- Polygordius jouinae Ramey, Fiege & Leander, 2006
- Polygordius lacteus Schneider, 1868
- Polygordius leo Marcus, 1955
- Polygordius madrasensis Aiyar & Alikuhni, 1944
- Polygordius neapolitanus Fraipont, 1887
- Polygordius pacificus Uchida, 1935
- Polygordius triestinus Woltereck in Hempelmann, 1906
- Polygordius uroviridis Aiyar & Alikuhni, 1944
- Polygordius villoti Perrier, 1875